# Leuciscus merzbacheri
Espèce
Synonymes
- Aspiopsis merzbacheri Zugmayer, 1912

Statut de conservation UICN

 NE  : Non évalué
Leuciscus merzbacheri est une espèce de poissons cypriniformes de la famille des Cyprinidae.

## Habitat et distribution
L'espèce se rencontre dans les eaux douces de la région de la Dzoungarie, au Xinjiang, en Chine. Il affectionne les eaux de bas-fond peu agitées de lacs ou de rivières de plaines tempérées.

## Description
L'espèce a une peau gris foncé sur son dos et son arrière, mais son ventre est d'un blanc argenté, tandis que ses nageoires anales, pectorales et pelviennes sont jaunes. Sa nageoire dorsale est située vers l'arrière du corps et les nageoires pectorales et pelviennes restent courtes. La longueur du poisson peut atteindre 24,4 centimètres. 

## Alimentation
Son alimentation se compose principalement de diatomées et de petits insectes.

## Systématique
Le nom valide complet (avec auteur) de ce taxon est Leuciscus merzbacheri (Zugmayer, 1912).
L'espèce a été initialement classée dans le genre Aspiopsis sous le protonyme Aspiopsis merzbacheri Zugmayer, 1912.
Leuciscus merzbacheri a pour synonyme :
- Aspiopsis merzbacheri Zugmayer, 1912

## Étymologie
Son épithète spécifique, merzbacheri, lui a été donnée en l'honneur du géographe allemand Gottfried Merzbacher (1843-1926) qui a collecté l'holotype.